# Stephan Marasek
Stephan Marasek (* 4. Jänner 1970 in Mödling) ist ein ehemaliger österreichischer Fußballspieler.

## Karriere
Stephan Marasek begann seine Profikarriere 1987 beim VfB Mödling und wuchs dort schon sehr bald zu einem der Leistungsträger heran. Seine größte Zeit hatte der Mittelfeldspieler beim SK Rapid Wien, wo er zwischen 1993 und 1996 spielte und auch regelmäßig ins Nationalteam einberufen wurde. Mit den Hütteldorfern gewann er 1995 das Wiener Stadthallenturnier (er wurde als bester Verteidiger des Turniers ausgezeichnet) und im Mai desselben Jahres den ÖFB-Cup. In der darauffolgenden Saison schaffte das Team rund um ihn und Didi Kühbauer sensationell den Einzug ins Europacupfinale der Cupsieger und im Juni 1996 wurde der 30. Meistertitel des Vereins fixiert.
1996/1997 spielte der blonde Mödlinger im Breisgau beim SC Freiburg, konnte dort allerdings nie seine Qualitäten unter Beweis stellen und so holte ihn Dietmar Constantini 1997 zum FC Tirol Innsbruck. Zwischen 2000 und 2002 wurde er mit den Tirolern dreimal Meister, für eine Einberufung ins ÖFB-Team reichte es jedoch nicht mehr. Nach dem Konkurs der Innsbrucker 2002 spielte Marasek noch kurz beim SV Austria Salzburg, beendete jedoch bald darauf verletzungsbedingt seine Laufbahn. Danach trainierte er von 2002 bis 2008 den Nachwuchs des SV Natters. Seit Juli 2008 trainierte er die Kampfmannschaft des SV Oberperfuss.

## Erfolge
- 1 × Finale Europacup der Cupsieger: 1996
- 4 × Österreichischer Meister: 1996, 2000, 2001, 2002
- 1 × Österreichischer Cupsieger: 1995
- 11 Spiele und 1 Tor für die österreichische Fußballnationalmannschaft von 1995 bis 1996